# Coppa Italia di Serie B 2022-2023 (pallavolo)
La Coppa Italia di Serie B 2022-2023 si è svolta dal 21 gennaio all'8 aprile 2023: al torneo hanno partecipato nove squadre di club italiane e la vittoria finale è andata per la prima volta a La Bollente.

## Formula
Le squadre partecipanti sono state divise in tre gruppi, ciascuno dei quali ha disputato un girone all'italiana con partite di sola andata, per un totale di tre giornate. La prima classificata di ciascun girone e la miglior seconda classificata hanno acceduto alla fase finale strutturata con semifinali e finale in gara unica.

## Squadre partecipanti
| Squadra           | Qualificazione                                       |
| ----------------- | ---------------------------------------------------- |
| Civita Castellana | 1ª nel girone di andata Serie B 2022-2023 (girone F) |
| Gabbiano Mantova  | 1ª nel girone di andata Serie B 2022-2023 (girone C) |
| La Bollente       | 1ª nel girone di andata Serie B 2022-2023 (girone A) |
| Letojanni         | 1ª nel girone di andata Serie B 2022-2023 (girone I) |
| Leverano          | 1ª nel girone di andata Serie B 2022-2023 (girone H) |
| Massanzago        | 1ª nel girone di andata Serie B 2022-2023 (girone D) |
| Molfetta          | 1ª nel girone di andata Serie B 2022-2023 (girone E) |
| Sarroch           | 1ª nel girone di andata Serie B 2022-2023 (girone G) |
| Scanzorosciate    | 1ª nel girone di andata Serie B 2022-2023 (girone B) |

## Torneo

### Prima fase

#### Primo gruppo

##### Risultati
| 21 gennaio 2023 Palazzetto dello Sport, Scanzorosciate   | Scanzorosciate   | 1 - 3 | Gabbiano Mantova | 12-25, 25-19, 26-28, 18-25        |
| 25 gennaio 2023 Impianto sportivo Mombarone, Acqui Terme | La Bollente      | 3 - 2 | Scanzorosciate   | 25-23, 25-17, 21-25, 23-25, 15-12 |
| 28 gennaio 2023 Palazzetto dello Sport, Borgo Virgilio   | Gabbiano Mantova | 2 - 3 | La Bollente      | 15-25, 19-25, 25-17, 25-22, 12-15 |

##### Classifica
| Pos. | Squadra          | Pt | G | V | P | SV | SP | Ratio | PF  | PS  | Ratio |
| ---- | ---------------- | -- | - | - | - | -- | -- | ----- | --- | --- | ----- |
| 1.   | La Bollente      | 4  | 2 | 2 | 0 | 6  | 4  | 1,500 | 213 | 198 | 1,076 |
| 2.   | Gabbiano Mantova | 4  | 2 | 1 | 1 | 5  | 4  | 1,250 | 193 | 185 | 1,043 |
| 3.   | Scanzorosciate   | 1  | 2 | 0 | 2 | 3  | 6  | 0,500 | 183 | 206 | 0,888 |

      Qualificata alle semifinali.

#### Secondo gruppo

##### Risultati
| 21 gennaio 2023 Palestra Pino Smargiassi, Civita Castellana | Civita Castellana | 3 - 0 | Molfetta          | 25-15, 25-18, 25-19 |
|                                                             | Massanzago        | -     | Civita Castellana | non disputata       |
|                                                             | Molfetta          | -     | Massanzago        | non disputata       |

##### Classifica
| Pos. | Squadra           | Pt | G | V | P | SV | SP | Ratio | PF | PS | Ratio |
| ---- | ----------------- | -- | - | - | - | -- | -- | ----- | -- | -- | ----- |
| 1.   | Civita Castellana | 3  | 1 | 1 | 0 | 3  | 0  | MAX   | 75 | 52 | 1,442 |
| 2.   | Molfetta          | 0  | 1 | 0 | 1 | 0  | 3  | 0,000 | 52 | 75 | 0,693 |
| 3.   | Massanzago        | 0  | 0 | 0 | 0 | 0  | 0  |       | 0  | 0  |       |

      Qualificata alle semifinali.
      Esclusa per rinuncia.

#### Terzo gruppo

##### Risultati
| 21 gennaio 2023 Palasport, Leverano                | Leverano  | 1 - 3 | Sarroch   | 25-27, 20-25, 25-12, 26-28 |
| 25 gennaio 2023 Palestra Letterio Barca, Letojanni | Letojanni | 1 - 3 | Leverano  | 17-25, 28-26, 23-25, 24-26 |
| 28 gennaio 2023 Palazzetto dello Sport, Sarroch    | Sarroch   | 3 - 0 | Letojanni | 25-16, 25-19, 25-21        |

##### Classifica
| Pos. | Squadra   | Pt | G | V | P | SV | SP | Ratio | PF  | PS  | Ratio |
| ---- | --------- | -- | - | - | - | -- | -- | ----- | --- | --- | ----- |
| 1.   | Sarroch   | 6  | 2 | 2 | 0 | 6  | 1  | 6,000 | 167 | 152 | 1,099 |
| 2.   | Leverano  | 3  | 2 | 1 | 1 | 4  | 4  | 1,000 | 198 | 184 | 1,076 |
| 3.   | Letojanni | 0  | 2 | 0 | 2 | 1  | 6  | 0,167 | 148 | 177 | 0,836 |

      Qualificata alle semifinali.

### Fase finale

#### Tabellone
| \| \| Semifinali \| Semifinali \| \| \| Finale \| Finale \| \| \| \| \| \| \| \| \| \| \| \| \| Civita Castellana \| 0 \| \| \| \| \| \| \| \| Civita Castellana \| 0 \| \| \| \| \| \| \| \| Gabbiano Mantova \| 3 \| \| \| \| \| \| \| \| Gabbiano Mantova \| 3 \| \| Gabbiano Mantova \| 0 \| \| \| \| \| \| \| \| Gabbiano Mantova \| 0 \| \| \| \| \| \| \| La Bollente \| 3 \| \| \| \| \| \| Sarroch \| 0 \| La Bollente \| 3 \| \| \| \| \| \| Sarroch \| 0 \| \| \| \| \| \| \| \| La Bollente \| 3 \| \| \| \| \| \| |                   |            |             |                  |        |        |  |
| | Semifinali        | Semifinali |             |                  | Finale | Finale |  |
| |                   |            |             |                  |        |        |  |
| | Civita Castellana | 0          |             |                  |        |        |  |
| | Civita Castellana | 0          |             |                  |        |        |  |
| | Gabbiano Mantova  | 3          |             |                  |        |        |  |
| | Gabbiano Mantova  | 3          |             | Gabbiano Mantova | 0      |        |  |
| |                   |            |             | Gabbiano Mantova | 0      |        |  |
| |                   |            | La Bollente | 3                |        |        |  |
| | Sarroch           | 0          | La Bollente | 3                |        |        |  |
| | Sarroch           | 0          |             |                  |        |        |  |
| | La Bollente       | 3          |             |                  |        |        |  |

#### Risultati

##### Semifinali
| 7 aprile 2023 Palasport, Castel Maggiore | Civita Castellana | 0 - 3 | Gabbiano Mantova | 16-25, 21-25, 18-25 |
| 7 aprile 2023 Palasport, Castel Maggiore | Sarroch           | 0 - 3 | La Bollente      | 23-25, 22-25, 21-25 |

##### Finale
| 8 aprile 2023 PalaDozza, Bologna | Gabbiano Mantova | 0 - 3 | La Bollente | 18-25, 9-25, 27-29 |

## Premi individuali
| Premio                | Nome             | Squadra     |
| --------------------- | ---------------- | ----------- |
| MVP                   | Davide Cester    | La Bollente |
| Miglior palleggiatore | Luca Corrozzatto | La Bollente |
| Miglior attaccante    | Riccardo Romoli  | Sarroch     |
| Miglior centrale      | Emilio Perassolo | La Bollente |
| Miglior libero        | Luca Martina     | La Bollente |